# جايمي سلفادور
جايمي سلفادور (بالإسبانية: Jaime Salvador)‏ هو كاتب سيناريو ومخرج إسباني، ولد في 4 نوفمبر 1901 في برشلونة في إسبانيا، وتوفي في 18 أكتوبر 1976 في مدينة مكسيكو في المكسيك.

## وصلات خارجية
- جايمي سلفادور على موقع IMDb (الإنجليزية)
- جايمي سلفادور على موقع ألو سيني (الفرنسية)
- جايمي سلفادور على موقع أول موفي (الإنجليزية)
- جايمي سلفادور على موقع قاعدة بيانات الأفلام السويدية (السويدية)
- جايمي سلفادور على موقع قاعدة بيانات الفيلم (الإنجليزية)
- جايمي سلفادور على موقع كينوبويسك (الروسية)